# Afrosiyob (Zuggattung)

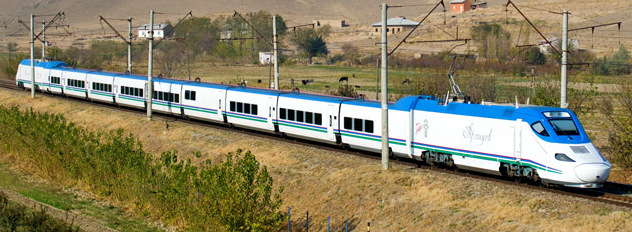
Hochgeschwindigkeitszug Afrosiyob

Afrosiyob ist ein Hochgeschwindigkeitszug der usbekischen Eisenbahn (OTY) und deren Premium-Angebot im Personenverkehr.

## Züge
Eingesetzt werden Talgo-Züge, deren zulässige Höchstgeschwindigkeit 250 km/h beträgt. Im planmäßigen Betrieb verkehren die Züge mit 230 km/h. Die OTY besitzt sechs Züge dieser Baureihe.

## Verkehr

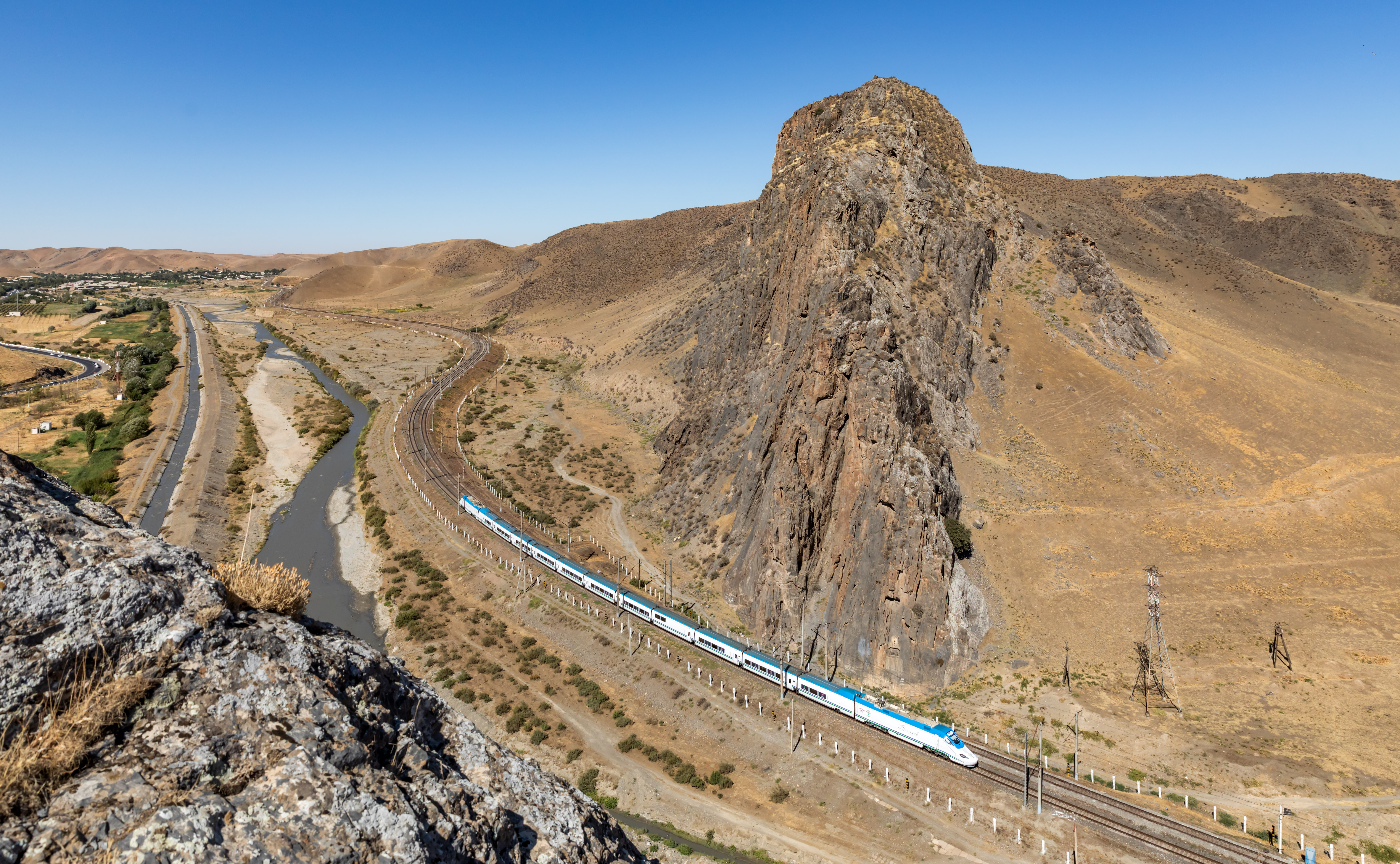
Afrosiyob unterwegs

Der Afrosiyob verkehrt seit 2011 in der Verbindung Taschkent–Samarkand und bedient weiter die Bahnhöfe von Jizzax, Buchara, Qarshi, Shahrisabz und Navoiy. Für die Strecke Taschkent–Samarkand benötigt er 2:08 Stunden, für die Strecke Taschkent–Qarshi 3:00 Stunden, für die Strecke Taschkent–Buchara 3:20 Stunden und für die Strecke Taschkent–Shahrisabz 4:25 Stunden. Derzeit (2024) werden auf der „Stammstrecke“ Taschkent–Samarkand täglich fünf Verbindungen angeboten, die Taschkent in den Morgenstunden verlassen und in der zweiten Tageshälfte die Rückfahrt antreten.
Die Züge führen drei Klassen: VIP, Business und Economy. Für die Verbindung Taschkent–Samarkand betragen die respektiven Fahrpreise 495.000 Soʻm (35 €), 360.000 Soʻm (26 €), 245.000 Soʻm (17,50 €).